# L'home que tapa caus
L'home que tapa caus a la riba del Derwent (originalment en anglès Earthstopper on the Banks of the Derwent), o simplement L'home que tapa caus, és un quadre de Joseph Wright que fou completat el 1773.

## Descripció
El quadre mostra un home tapant caus de guineu de manera que en la següent caça el caçador pogués matar l'animal sense que aquest tingués l'oportunitat d'amagar-se sota terra. L'home es troba a la riba del riu Derwent.
Joseph Wright era conegut pels seus estudis sobre il·luminació poc normal, però en aquest quadre la veiem combinada amb paisatges. Wright va completar pocs quadres notables que incloïen paisatges abans d'anar-se'n de viatge a Itàlia, on va en crear un munt, incloent-n'hi alguns que mostraven l'erupció del Vesuvi. Benedict Nicholson, expert en Joseph Wright, creia que aquesta pintura va inspirar uns versos de poesia escrits posteriorment a favor de la preservació del Bosc de Needwood per Francis Noel Clarke Mundy. Aquests versos deien:
| « | Whilst as the silver moonbeams rise, Imagin'd temples strike my eyes With tottering spire, and mouldering wall, And high roof nodding to it's fall, - His lanterns gleaming down the glade, One, like a sexton with his spade, Comes from their caverns to exclude The midnight prowlers from the wood... | » |

Era lògic que Wright, que havia basat les seves pròpies pintures com Miravan en la literarura, havia d'inspirar també poesia a un grup que comprenia Erasmus Darwin i Anna Seward.

## Història
El quadre fou exposat el 1773 i actualment es troba a la col·lecció del Derby Museum and Art Gallery.